# 3.0
『3.0』（さんてんぜろ）は、Chicago Poodleの3枚目のアルバム。

## 内容
アルバムタイトルの由来は「メンバー3人で3枚目のアルバム、メンバー、スタッフ、聴き手の方々と三位一体となって、ベストアルバムリリース後に“ゼロ”からスタートしたい」ということから来ている。「煌ランナー」は伊予銀行のコマーシャルソング、「タカラモノ」はメガネのタナカ創業100周年イメージソング。

## 収録曲
1. ともし灯
作詞：山口教仁　作曲：花沢耕太　編曲：Chicago Poodle
2. More Soul Train
作詞：山口教仁　作曲：花沢耕太　編曲：Chicago Poodle
3. 煌ランナー
作詞：山口教仁　作曲：花沢耕太　編曲：Chicago Poodle
4. タカラモノ
作詞：山口教仁・DN　作曲：花沢耕太　編曲：Chicago Poodle
5. カクテルスケッチ
作詞：辻本健司　作曲：花沢耕太　編曲：Chicago Poodle
6. ミスターベイベー
作詞：山口教仁　作曲：花沢耕太　編曲：工藤健太・Chicago Poodle
7. おやすみ（仮）
作詞：山口教仁　作曲：花沢耕太　編曲：Chicago Poodle
8. 雨のち太陽
作詞：辻本健司　作曲：花沢耕太　編曲：Chicago Poodle
9. 退化論
作詞：辻本健司　作曲：花沢耕太　編曲：小林哲・Chicago Poodle
10. 1225 ～君がいたクリスマス～ ver3.0
作詞：辻本健司・山口教仁　作曲：花沢耕太　編曲：小林哲・Chicago Poodle
11. ツヨムシ
作詞：山口教仁　作曲：花沢耕太　編曲：Chicago Poodle
12. ありふれた今日の特別な場面
作詞：辻本健司・山口教仁・DN　作曲：花沢耕太　編曲：Chicago Poodle

## レコーディング参加
- 大賀好修（nothin' but love・OOM・Sensation） - ギター
- 安部智樹 - ギター
- 車谷啓介（三枝夕夏 IN db・Sensation） - パーカッション